# Early ragga
Genres dérivés
Ragga rap, ragga hardcore, ragga-pop, drum and bass, jungle, ragga jungle
L'early ragga, est un sous-genre musical de reggae mêlant des éléments du raggamuffin avec ceux du hip-hop et du rap. Il connait un grand succès en Jamaïque dans la seconde moitié des années 1980, devenant le style de reggae le plus populaire à cette époque. Au début des années 1990, il a été supplanté par des variantes plus modernes, comme le ragga hardcore. L'early ragga est finalement présenté comme la variante numérique du early dancehall. Comme les autres formes de reggae dancehall, il se divise en deux parties : la partie chantée et la partie DJ/toaster. L'apogée du early ragga s'étend de 1985 au début des années 1990, années au cours desquelles le ragga hardcore commence à faire son chemin. Les producteurs emblématiques du raggamuffin précoce sont Henry Junjo Lawes et surtout King Jammy, ce dernier étant considéré comme l'inventeur du son raggamuffin et le « parrain du ragga ».

## Histoire
Les premières bribes de raggamuffin (early ragga), ou les premiers sons numériques de dancehall, apparaissent officiellement en 1985 comme une évolution du premier dancehall reggae. Les premières formes de musique dancehall apparaissent à la fin des années 1970 dans une tonalité instrumentale (early dancehall) et dominent la première moitié des années 1980, marquant une nouvelle ère pour la scène reggae. L'ère du early dancehall, avant la diffusion du son numérique, s'étend de 1979 à 1985, lorsque les sons synthétiques ont commencé à s'imposer.
Peu avant la naissance et le développement du raggamuffin, plusieurs artistes ont commencé à expérimenter l'introduction de rythmes électroniques (certains dès 1984), donnant un signe clair du changement radical que connaissait le dancehall reggae : Sugar Minott (Herbman Hustling, Rub a Dub Sound - 1984), Johnny Osbourne (One Rub a Dub for the Road - 1985), Frankie Paul (Get Flat - 1985), et le célèbre duo Sly and Robbie, commencent à tenter l'introduction d'un son électronique,. De nombreux producteurs commencent également à passer de l'enregistrement analogique à l'enregistrement numérique. La révolution de la technologie musicale numérique favorise l'arrivée de nouvelles expériences et de nouveaux sons, qui commencent à être adoptés par les producteurs et les labels.
C'est le célèbre titre Under Me Sleng Teng (1985), produit par King Jammy et chanté par Wayne Smith, devient l'un des singles les plus importants de cette période Ce titre — dont on a découvert plus tard qu'il avait été construit autour d'un rythme préprogrammé sur un clavier Casio (Casio MT-40) — est reconnu comme le premier morceau de reggae avec des rythmes électroniques, c'est-à-dire le premier morceau de raggamuffin. Sleng Teng est également reconnu comme le premier morceau de reggae sans lignes de basse à connaître le succès, et il n'est pas surprenant qu'il se soit répandu dans les dancehalls une traînée de poudre. Le rythme de ce morceau (riddim) a également été joué sur plus de 200 morceaux, mais alors que Smith disparaissait prématurément de la scène, une nouvelle génération de chanteurs capitalisant sur le nouveau son a commencé à dominer les dancehalls et les hit-parades.